# Autocatálise
Autocatálise é um processo catalítico no qual o catalisador é representado por um dos produtos formados ou intermediário reaccional capaz de atuar no lento passo da reação química. Neste tipo de reação um dos produtos formados atua como o catalisador da própria reação. Na autocatálise, não é necessário adicionar um catalisador, uma vez que este surgirá como produto da própria reação. Inicialmente, a reação é lenta, e conforme o catalisador (produto) se constitui, a velocidade vai aumentando.
Exemplos comuns de autocatálise são representados por grito de estanho (uma alteração alotrópica), a depleção da camada de ozono, a ligação com o oxigénio por parte da hemoglobina e a reação entre permanganato e ácido oxálico (Mn2+ é o autocatalisador).

## Velocidade da reação

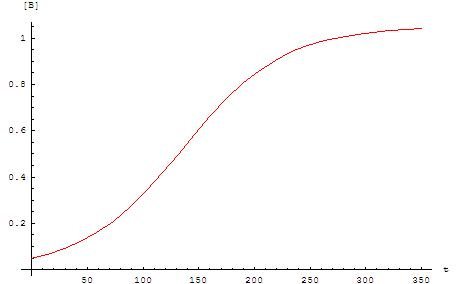
Curva sigmoide que mostra a variação da concentração do produto numa reação autocatalítica.

A equação cinética para uma reação genérica autocatalítica de segunda ordem {\displaystyle A+B\rightarrow \;2B}
é {\displaystyle \ v=k[A][B]}.
A concentração do reagentes A e B (B é também o produto final) varia na função do tempo respectivamente conforme a relação
{\displaystyle [A]={\frac {[A]_{0}+[B]_{0}}{1+{\frac {[B]_{0}}{[A]_{0}}}e^{([A]_{0}+[B]_{0})kt}}}}
e {\displaystyle [B]={\frac {[A]_{0}+[B]_{0}}{1+{\frac {[A]_{0}}{[B]_{0}}}e^{-([A]_{0}+[B]_{0})kt}}}}
lembrando que {\displaystyle [A]_{0}} e {\displaystyle [B]_{0}} são a mesma concentração inicial de A e B.
O gráfico da concentração [B] do produto corresponde a uma curva sigmoide, característica da reação autocatalítica: no início esta reação é lenta devido à escassa presença de catalisadores. A velocidade de reação aumenta progressivamente à medida que a reação procede e a concentração de catalisadores aumenta, e, finalmente, volta a diminuir quando a concentração do reagente diminui. (A foi consideravelmente consumado). Quando, se observa experimentalmente que a concentração de um reagente ou produto tende para uma curva sigmoide, é lícito supor que a reação pode ser autocatalítica.